# 엔랴쿠지

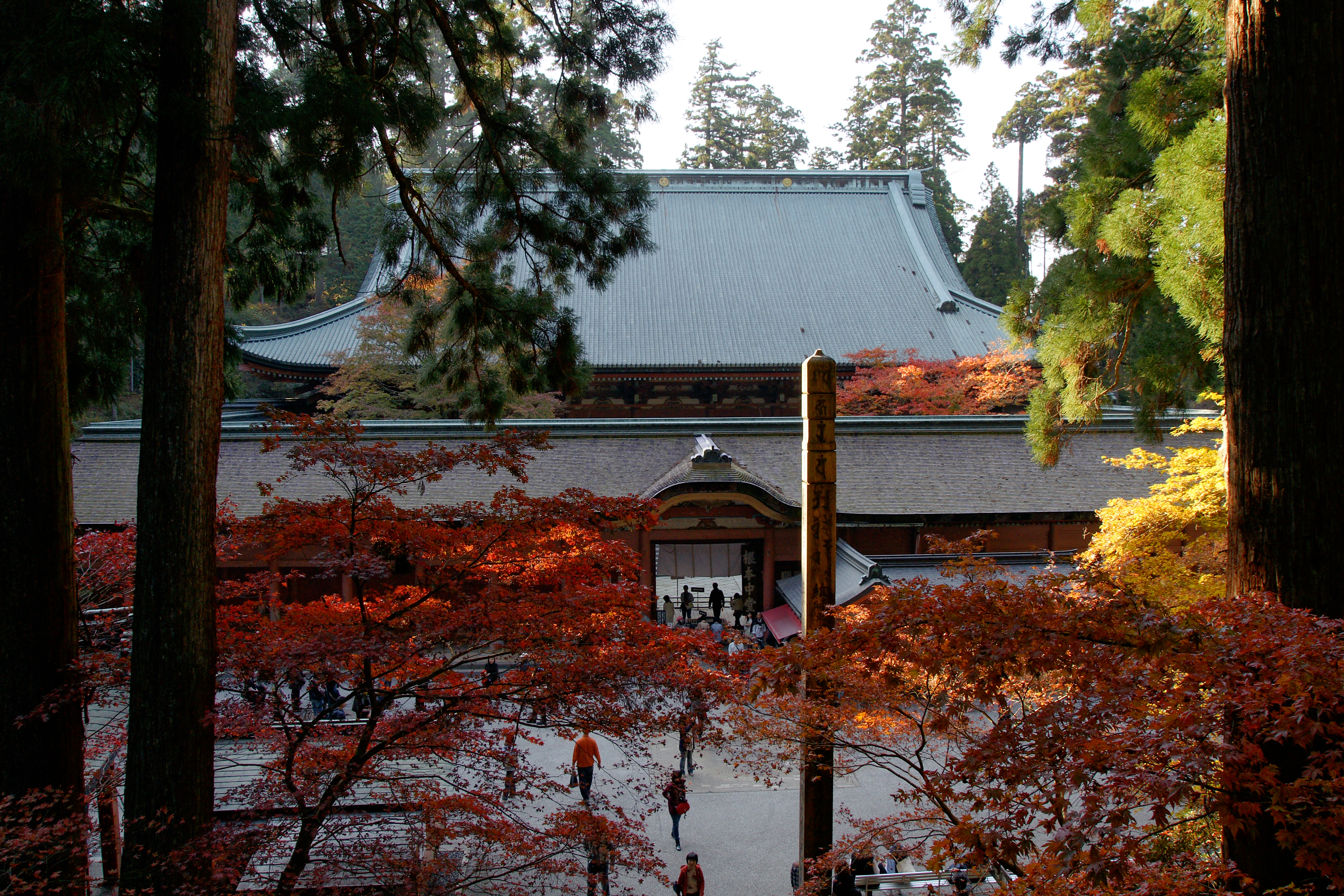
엔랴쿠지

엔랴쿠지(일본어: 延曆寺)는 시가현 오쓰시에 있는 사찰이다. 788년 헤이안 시대 초반에 전교대사 사이초에 의해 세워진 일본 천태종의 본산이다. 1994년 고도 교토의 문화재 중 하나로 유네스코 세계문화유산에 등재되었다.

## 역사
헤이안 시대의 고승인 전교대사 사이초는 807년에 간무 천황의 지원을 받아 수 백명에 달하는 제자들을 받아들였다. 그의 교리를 따르는 승려들은 무려 12년이라는 세월을 명상을 하며 격리 생활을 해야 할 정도로, 그의 사상은 매우 엄격한 편이었다. 12년에 걸친 명상 기간이 끝나면, 우수한 재능을 보인 승려들은 사찰에 남아 수행을 계속하고, 나머지는 정부에 임용되어 사회로 나갔다. 엔랴쿠지도 사이초의 권위가 높아짐에 따라 함께 그 명성이 높아졌는데, 그 절정기에는 3,000명에 달하는 하위 사원과 강력한 승병들을 거느리고 있었다. 그러다가 10세기 경, 천태종에서 내부 갈등이 발생하게 된다. 당시 천태종을 이끌던 두 승려, 엔닌과 엔친 사이에서 갈등이 발생하게 되었는데, 이로 인해 천태종이 엔랴쿠지를 중심으로 하는 산문(山門)과, 미이데라를 중심으로 하는 사문(寺門)으로 나누어지게 되었다. 이들은 승병들을 사용하여 서로와 전쟁을 벌였고, 용병을 고용하여 서로를 적대하였다. 산문과 사문의 지도자들은 심지어 승병들을 수도로 내려보내 자신들의 교리를 사회에 서로 강제적으로 시행하려 하여 많은 혼란을 갖고 왔다.
이와 같은 불교 세력들 간의 대립은 1571년 오다 노부나가의 대공세로 철저히 말소되었다. 그는 엔랴쿠지를 습격하여, 승려들을 죽이고 사원을 불태웠으며, 이 사건으로 인해 현재 우리가 볼 수 있는 엔랴쿠지의 건물들은 모두 16세기 후반과 17세기 초반에 다시 복구된 것이다. 당시 있던 건물들 중 단 한 채의 건물만이 온전히 남아있는데, 이 건물의 이름은 '루리도'로 외딴 길을 걸어올라가야 볼 수 있을 정도로 외진 곳에 위치해 있다. 복구 작업 동안, 많은 건물들이 다른 사찰에서 엔랴쿠지로 옮겨져 왔다. 건물들을 이전당한 대표적인 사원이 바로 미이데라이다. 그렇기에 현재 엔랴쿠지에 있는 건물들이 연대 자체로는 오래되었기는 하지만, 처음부터 그 자리에 있었던 것은 아니라는 것을 알 수 있다.
현재 엔랴쿠지는 크게 토도(東塔), 사이토(西塔), 요코카와(横川) 이 세 부분으로 나뉘어 있다. 사원의 중심 건물군들은 대부분 토도에 몰려 있고, 사이토는 토도에서 약 20분 정도의 거리에 떨어져 있는데, 몇몇 중요한 건물들이 이 곳에 있어 관광객들이 일부 찾는 곳이다. 요코카와는 더 고립된 위치에 있고, 그 중요도도 떨어질 뿐더러 걸어서 약 1시간 30분 정도의 거리이기 때문에 사람들이 잘 찾지 않는다.

## 범죄 조직과의 연관
2006년 4월 4일, 엔랴쿠지에서는 일본에서 가장 큰 야쿠자 조직인 야마구치구미의 전대 지도자들을 위한 의식을 치렀다.
이 의식이 야마구치구미의 자금을 모으고 세력을 과시하는데에 그 주 목적이 있었기에, 시가현 경찰 당국은 엔랴쿠지에게 이 행사를 당장 중지할 것을 요구했지만, 엔랴쿠지 측에서는 이 요구를 거절하고 의식을 통해 벌어들인 돈을 받아챙겼다. 이 의식에는 무려 100여 명에 달하는 야마구치구미의 고위 간부들이 모였기에 더욱 더 큰 문제가 되었다. 이 문제가 아사히 신문과 요미우리 신문에 의해 보도되자, 엔랴쿠지는 전국적인 스캔들에 휩싸이게 된다. 엔랴쿠지는 전국적인 비난을 맞게 되었고, 75,000개의 사원을 거느린 일본 불교 총연합회에서도 이 행위를 규탄하였다. 결국 엔랴쿠지의 책임자들은 모두 사퇴하였고, 웹사이트와 이메일 등을 통해 자신들의 잘못을 인정하였다.

## 같이 보기
- 엔닌
- 장보고
- 신라방
- 적산법화원
- 적산선원
- 입당구법순례행기